# 1. Bundesliga 2018-19
La 1. Bundesliga 2018-19 fue la 56.ª edición de la Fußball-Bundesliga, la mayor competición futbolística de Alemania.
El campeonato constó de dieciocho equipos: Los mejores quince de la edición anterior, los dos mejores de la 2. Bundesliga 2017-18 y el ganador de los play-offs de ascenso y descenso entre el puesto 16.° de la Bundesliga y el 3.° de la 2. Bundesliga. El Bayern de Múnich fue el campeón vigente. Esta temporada fue la primera en toda la historia de la Bundesliga en la que el Hamburgo SV no participó debido a que quedó penúltimo en la campaña anterior a 2 puntos de la posición de play-off de descenso, que ocupaba el VfL Wolfsburgo. El goleador del torneo fue el polaco Robert Lewandoski del Bayern de Múnich con 22 dianas.

## Equipos
| Pos | Descendidos de 1. Bundesliga |
| --- | ---------------------------- |
| 17º | Hamburgo                     |
| 18º | Colonia                      |

| Pos | Ascendidos de 2. Bundesliga |
| --- | --------------------------- |
| 1º  | Fortuna Düsseldorf          |
| 2º  | Núremberg                   |

| Equipo                                    | Ciudad          | Entrenador        | Capitán           | Estadio                   | Aforo  | Marca    | Patrocinador principal  |
| ----------------------------------------- | --------------- | ----------------- | ----------------- | ------------------------- | ------ | -------- | ----------------------- |
| Augsburgo                                 | Augsburgo       | Martin Schmidt    | Paul Verhaegh     | WWK Arena                 | 30 660 | Nike     | AL-KO                   |
| Bayer Leverkusen                          | Leverkusen      | Peter Bosz        | Lars Bender       | BayArena                  | 30 210 | Jako     | Barmenia                |
| Bayern de Múnich                          | Múnich          | Niko Kovač        | Manuel Neuer      | Allianz Arena             | 75 000 | Adidas   | T-Mobile                |
| Borussia Dortmund                         | Dortmund        | Lucien Favre      | Marco Reus        | Signal Iduna Park         | 80 645 | Puma     | Evonik                  |
| Borussia Mönchengladbach                  | Mönchengladbach | Dieter Hecking    | Lars Stindl       | Borussia-Park             | 54 010 | Puma     | Postbank                |
| Eintracht Fráncfort                       | Fráncfort       | Adi Hütter        | Alexander Meier   | Commerzbank-Arena         | 51 500 | Nike     | Indeed                  |
| Fortuna Düsseldorf                        | Düsseldorf      | Friedhelm Funkel  | Oliver Fink       | ESPRIT arena              | 54 600 | Uhlsport | Orthomol                |
| Friburgo                                  | Friburgo        | Christian Streich | Julian Schuster   | Schwarzwald-Stadion       | 25 000 | Hummel   | Ehrmann                 |
| Hannover 96                               | Hannover        | Thomas Doll       | Edgar Prib        | HDI-Arena                 | 49 000 | Jako     | Heinz von Heiden        |
| Hertha Berlín                             | Berlín          | Pál Dárdai        | Vedad Ibišević    | Olympiastadion            | 74 244 | Nike     | Deutsche Bahn           |
| Hoffenheim                                | Sinsheim        | Julian Nagelsmann | Eugen Polanski    | Wirsol Rhein-Neckar-Arena | 30 150 | Lotto    | SAP                     |
| Maguncia 05                               | Maguncia        | Sandro Schwarz    | Jannik Huth       | Opel Arena                | 34 000 | Lotto    | Profine                 |
| Núremberg                                 | Núremberg       | Marek Mintál      | Hanno Behrens     | Max-Morlock-Stadion       | 41 926 | Umbro    | Nürnberger Versicherung |
| RB Leipzig                                | Leipzig         | Ralf Rangnick     | Dominik Kaiser    | Red Bull Arena            | 44 193 | Nike     | Red Bull                |
| Schalke 04                                | Gelsenkirchen   | Huub Stevens      | Benedikt Höwedes  | Veltins-Arena             | 61 973 | Umbro    | Gazprom                 |
| Stuttgart                                 | Stuttgart       | Nico Willig       | Christian Gentner | Mercedes-Benz Arena       | 60 441 | Puma     | Mercedes-Benz Bank      |
| Werder Bremen                             | Bremen          | Florian Kohfeldt  | Clemens Fritz     | Weserstadion              | 42 100 | Umbro    | Original Wiesenhof      |
| Wolfsburgo                                | Wolfsburgo      | Bruno Labbadia    | Josuha Guilavogui | Volkswagen Arena          | 30 000 | Nike     | Volkswagen              |
| Datos actualizados el 21 de abril de 2019 |                 |                   |                   |                           |        |          |                         |

### Cambios de entrenadores
| Equipo           | Entrenador (jornadas)                                           |
| ---------------- | --------------------------------------------------------------- |
| Stuttgart        | Tayfun Korkut (1-7) Markus Weinzierl (8-30) Nico Willig (31-34) |
| Bayer Leverkusen | Heiko Herrlich (1-17) Peter Bosz (18-34)                        |
| Hannover 96      | André Breitenreiter (1-19) Thomas Doll (20-34)                  |
| Núremberg        | Michael Köllner (1-21) Marek Mintál (22-34)                     |
| Schalke 04       | Domenico Tedesco (1-25) Huub Stevens (26-34)                    |
| Augsburgo        | Manuel Baum (1-28) Martin Schmidt (29-34)                       |

### Equipos porEstados federados
| Región                      | N.º | Equipos                                                                                        |
| --------------------------- | --- | ---------------------------------------------------------------------------------------------- |
| Renania del Norte-Westfalia | 5   | Bayer Leverkusen, Borussia Dortmund, Borussia Mönchengladbach, Fortuna Düsseldorf y Schalke 04 |
| Baviera                     | 3   | Augsburgo, Bayern de Múnich y Núremberg                                                        |
| Baden-Wurtemberg            | 3   | Hoffenheim, Friburgo y Stuttgart                                                               |
| Baja Sajonia                | 2   | Hannover 96 y Wolfsburgo                                                                       |
| Berlín                      | 1   | Hertha Berlín                                                                                  |
| Bremen                      | 1   | Werder Bremen                                                                                  |
| Hesse                       | 1   | Eintracht Fráncfort                                                                            |
| Renania-Palatinado          | 1   | Maguncia 05                                                                                    |
| Sajonia                     | 1   | RB Leipzig                                                                                     |

## Clasificación
| Pos. | Equipo                   | Pts. | PJ | G  | E  | P  | GF | GC | Dif. | Clasificación 2019–20                  |
| ---- | ------------------------ | ---- | -- | -- | -- | -- | -- | -- | ---- | -------------------------------------- |
| 1    | Bayern Múnich (C)        | 78   | 34 | 24 | 6  | 4  | 88 | 32 | +56  | Fase de grupos de la Liga de Campeones |
| 2    | Borussia Dortmund        | 76   | 34 | 23 | 7  | 4  | 81 | 44 | +37  | Fase de grupos de la Liga de Campeones |
| 3    | RB Leipzig               | 66   | 34 | 19 | 9  | 6  | 63 | 29 | +34  | Fase de grupos de la Liga de Campeones |
| 4    | Bayer Leverkusen         | 58   | 34 | 18 | 4  | 12 | 69 | 52 | +17  | Fase de grupos de la Liga de Campeones |
| 5    | Borussia Mönchengladbach | 55   | 34 | 16 | 7  | 11 | 55 | 42 | +13  | Fase de grupos de la Liga Europa       |
| 6    | Wolfsburgo               | 55   | 34 | 16 | 7  | 11 | 62 | 50 | +12  | Fase de grupos de la Liga Europa       |
| 7    | Eintracht Fráncfort      | 54   | 34 | 15 | 9  | 10 | 60 | 48 | +12  | Segunda ronda previa de la Liga Europa |
| 8    | Werder Bremen            | 53   | 34 | 14 | 11 | 9  | 58 | 49 | +9   |                                        |
| 9    | Hoffenheim               | 51   | 34 | 13 | 12 | 9  | 70 | 52 | +18  |                                        |
| 10   | Fortuna Düsseldorf       | 44   | 34 | 13 | 5  | 16 | 49 | 65 | −16  |                                        |
| 11   | Hertha Berlín            | 43   | 34 | 11 | 10 | 13 | 49 | 57 | −8   |                                        |
| 12   | Mainz 05                 | 43   | 34 | 12 | 7  | 15 | 46 | 57 | −11  |                                        |
| 13   | Friburgo                 | 36   | 34 | 8  | 12 | 14 | 46 | 61 | −15  |                                        |
| 14   | Schalke 04               | 33   | 34 | 8  | 9  | 17 | 37 | 55 | −18  |                                        |
| 15   | Augsburgo                | 32   | 34 | 8  | 8  | 18 | 51 | 71 | −20  |                                        |
| 16   | Stuttgart (D)            | 28   | 34 | 7  | 7  | 20 | 32 | 70 | −38  | Promoción por la permanencia           |
| 17   | Hannover 96 (D)          | 21   | 34 | 5  | 6  | 23 | 31 | 71 | −40  | Descenso de categoría                  |
| 18   | Núremberg (D)            | 19   | 34 | 3  | 10 | 21 | 26 | 68 | −42  | Descenso de categoría                  |

Actualizado a los partidos jugados el 18 de mayo de 2019.
 Fuente: DFB
1. ↑  Copa de Alemania (CC): Debido a que el campeón de la Copa de Alemania 2018-19 (Bayern Múnich) estuvo clasificado a la Liga de Campeones 2019-20, el lugar que otorgó dicho torneo en la Liga Europea 2019-20 pasó al 6.º clasificado y por consiguiente el cupo para la fase previa a la Europa League pasó al 7.º clasificado.

### Evolución de la clasificación
| Equipo                   | 01 | 02 | 03 | 04 | 05 | 06 | 07 | 08 | 09 | 10 | 11 | 12 | 13 | 14 | 15 | 16 | 17 | 18 | 19 | 20 | 21 | 22 | 23 | 24 | 25 | 26 | 27 | 28 | 29 | 30 | 31 | 32 | 33 | 34 |
| ------------------------ | -- | -- | -- | -- | -- | -- | -- | -- | -- | -- | -- | -- | -- | -- | -- | -- | -- | -- | -- | -- | -- | -- | -- | -- | -- | -- | -- | -- | -- | -- | -- | -- | -- | -- |
| Bayern Múnich            | 2  | 1  | 1  | 1  | 1  | 2  | 6  | 4  | 2  | 3  | 5  | 5  | 4  | 3  | 3  | 3  | 2  | 2  | 2  | 3  | 2  | 2  | 2  | 2  | 1  | 1  | 2  | 1  | 1  | 1  | 1  | 1  | 1  | 1  |
| Borussia Dortmund        | 1  | 4  | 2  | 3  | 2  | 1  | 1  | 1  | 1  | 1  | 1  | 1  | 1  | 1  | 1  | 1  | 1  | 1  | 1  | 1  | 1  | 1  | 1  | 1  | 2  | 2  | 1  | 2  | 2  | 2  | 2  | 2  | 2  | 2  |
| RB Leipzig               | 18 | 14 | 10 | 10 | 8  | 6  | 2  | 5  | 6  | 4  | 3  | 4  | 3  | 4  | 4  | 4  | 4  | 4  | 4  | 4  | 4  | 4  | 4  | 3  | 3  | 3  | 3  | 3  | 3  | 3  | 3  | 3  | 3  | 3  |
| Bayer Leverkusen         | 16 | 17 | 18 | 15 | 11 | 14 | 14 | 13 | 12 | 13 | 13 | 12 | 11 | 11 | 11 | 10 | 9  | 10 | 9  | 7  | 6  | 5  | 7  | 6  | 6  | 6  | 7  | 9  | 8  | 7  | 6  | 5  | 5  | 4  |
| Borussia Mönchengladbach | 3  | 5  | 5  | 6  | 5  | 4  | 3  | 2  | 3  | 2  | 2  | 2  | 2  | 2  | 2  | 2  | 3  | 3  | 3  | 2  | 3  | 3  | 3  | 4  | 4  | 4  | 5  | 5  | 5  | 5  | 5  | 6  | 6  | 5  |
| Wolfsburgo               | 5  | 2  | 3  | 5  | 6  | 7  | 9  | 10 | 10 | 11 | 12 | 9  | 8  | 9  | 8  | 6  | 5  | 6  | 8  | 6  | 7  | 6  | 5  | 7  | 7  | 7  | 8  | 6  | 9  | 9  | 8  | 7  | 7  | 6  |
| Eintracht Fráncfort      | 4  | 9  | 12 | 13 | 15 | 12 | 7  | 7  | 7  | 5  | 4  | 3  | 5  | 5  | 5  | 5  | 6  | 5  | 5  | 5  | 5  | 7  | 6  | 5  | 5  | 5  | 4  | 4  | 4  | 4  | 4  | 4  | 4  | 7  |
| Werder Bremen            | 10 | 7  | 7  | 4  | 3  | 5  | 4  | 3  | 4  | 6  | 7  | 7  | 9  | 8  | 9  | 9  | 10 | 9  | 11 | 10 | 10 | 10 | 9  | 10 | 9  | 8  | 6  | 8  | 7  | 8  | 9  | 9  | 9  | 8  |
| Hoffenheim               | 17 | 10 | 11 | 11 | 9  | 11 | 13 | 8  | 8  | 7  | 6  | 6  | 6  | 7  | 6  | 7  | 7  | 8  | 6  | 8  | 9  | 8  | 8  | 9  | 8  | 9  | 9  | 7  | 6  | 6  | 7  | 8  | 8  | 9  |
| Fortuna Düsseldorf       | 14 | 13 | 8  | 9  | 13 | 15 | 17 | 18 | 17 | 17 | 17 | 17 | 18 | 18 | 16 | 15 | 14 | 14 | 14 | 14 | 12 | 12 | 12 | 11 | 11 | 12 | 11 | 10 | 10 | 10 | 10 | 10 | 11 | 10 |
| Hertha Berlín            | 7  | 3  | 4  | 2  | 4  | 3  | 5  | 6  | 5  | 8  | 8  | 8  | 7  | 6  | 7  | 8  | 8  | 7  | 7  | 9  | 8  | 9  | 10 | 8  | 10 | 10 | 10 | 11 | 11 | 11 | 11 | 11 | 10 | 11 |
| Mainz 05                 | 8  | 8  | 6  | 7  | 7  | 9  | 8  | 12 | 13 | 12 | 9  | 10 | 10 | 10 | 10 | 11 | 12 | 11 | 10 | 11 | 11 | 11 | 11 | 12 | 13 | 13 | 13 | 12 | 12 | 12 | 12 | 12 | 12 | 12 |
| Friburgo                 | 15 | 16 | 15 | 14 | 10 | 13 | 11 | 11 | 11 | 10 | 11 | 11 | 13 | 12 | 12 | 12 | 11 | 13 | 13 | 13 | 13 | 13 | 13 | 13 | 12 | 11 | 12 | 13 | 13 | 13 | 13 | 13 | 13 | 13 |
| Schalke 04               | 13 | 15 | 17 | 18 | 18 | 17 | 15 | 16 | 15 | 14 | 14 | 14 | 12 | 13 | 13 | 14 | 13 | 12 | 12 | 12 | 14 | 14 | 14 | 14 | 14 | 15 | 14 | 14 | 15 | 15 | 15 | 15 | 15 | 14 |
| Augsburgo                | 6  | 6  | 9  | 12 | 12 | 8  | 10 | 9  | 9  | 9  | 10 | 13 | 14 | 14 | 14 | 13 | 15 | 15 | 15 | 15 | 15 | 15 | 15 | 15 | 15 | 14 | 15 | 15 | 14 | 14 | 14 | 14 | 14 | 15 |
| VfB Stuttgart            | 12 | 18 | 16 | 17 | 17 | 16 | 18 | 17 | 18 | 18 | 18 | 18 | 16 | 16 | 15 | 16 | 16 | 16 | 16 | 16 | 16 | 16 | 16 | 16 | 16 | 16 | 16 | 16 | 16 | 16 | 16 | 16 | 16 | 16 |
| Hannover 96              | 9  | 11 | 13 | 16 | 16 | 18 | 16 | 15 | 16 | 16 | 16 | 16 | 17 | 17 | 18 | 17 | 17 | 17 | 17 | 18 | 17 | 17 | 17 | 17 | 17 | 17 | 18 | 18 | 18 | 18 | 18 | 18 | 17 | 17 |
| Núremberg                | 11 | 12 | 14 | 8  | 14 | 10 | 12 | 14 | 13 | 15 | 15 | 15 | 15 | 15 | 17 | 18 | 18 | 18 | 18 | 17 | 18 | 18 | 18 | 18 | 18 | 18 | 17 | 17 | 17 | 17 | 17 | 17 | 18 | 18 |

## Resultados
- Los horarios corresponden al huso horario de Alemania (Hora central europea): UTC+1 en horario estándar y UTC+2 en horario de verano.

### Primera vuelta
| Bayern Múnich            | 3 - 1 | Hoffenheim          | Allianz Arena       | 24 de agosto | 20:30 |
| Hertha Berlín            | 1 - 0 | Núremberg           | Olympiastadion      | 25 de agosto | 15:30 |
| Werder Bremen            | 1 - 1 | Hannover 96         | Weserstadion        | 25 de agosto | 15:30 |
| Friburgo                 | 0 - 2 | Eintracht Frankfurt | Schwarzwald-Stadion | 25 de agosto | 15:30 |
| Wolfsburgo               | 2 - 1 | Schalke 04          | Volkswagen Arena    | 25 de agosto | 15:30 |
| Fortuna Düsseldorf       | 1 - 2 | Augsburgo           | ESPRIT Arena        | 25 de agosto | 15:30 |
| Borussia Mönchengladbach | 2 - 0 | Bayer Leverkusen    | Borussia-Park       | 25 de agosto | 18:30 |
| Mainz 05                 | 1 - 0 | Stuttgart           | Opel Arena          | 26 de agosto | 15:30 |
| Borussia Dortmund        | 4 - 1 | RB Leipzig          | Signal Iduna Park   | 26 de agosto | 18:00 |

| Hannover 96         | 0 - 0 | Borussia Dortmund        | HDI-Arena                 | 31 de agosto    | 20:30 |
| Hoffenheim          | 3 - 1 | Friburgo                 | Wirsol Rhein-Neckar-Arena | 1 de septiembre | 15:30 |
| Bayer Leverkusen    | 1 - 3 | Wolfsburgo               | BayArena                  | 1 de septiembre | 15:30 |
| Eintracht Fráncfort | 1 - 2 | Werder Bremen            | Commerzbank-Arena         | 1 de septiembre | 15:30 |
| Augsburgo           | 1 - 1 | Borussia Mönchengladbach | WWK Arena                 | 1 de septiembre | 15:30 |
| Núremberg           | 1 - 1 | Mainz 05                 | Max-Morlock-Stadion       | 1 de septiembre | 15:30 |
| Stuttgart           | 0 - 3 | Bayern Múnich            | Mercedes-Benz Arena       | 1 de septiembre | 18:30 |
| RB Leipzig          | 1 - 1 | Fortuna Düsseldorf       | Red Bull Arena            | 2 de septiembre | 15:30 |
| Schalke 04          | 0 - 2 | Hertha Berlín            | Veltins-Arena             | 2 de septiembre | 18:00 |

| Borussia Dortmund        | 3 - 1 | Eintracht Fráncfort | Signal Iduna Park   | 14 de septiembre | 20:30 |
| Bayern Múnich            | 3 - 1 | Bayer Leverkusen    | Allianz Arena       | 15 de septiembre | 15:30 |
| RB Leipzig               | 3 - 2 | Hannover 96         | Red Bull Arena      | 15 de septiembre | 15:30 |
| Mainz 05                 | 2 - 1 | Augsburgo           | Opel Arena          | 15 de septiembre | 15:30 |
| Wolfsburgo               | 2 - 2 | Hertha Berlín       | Volkswagen Arena    | 15 de septiembre | 15:30 |
| Fortuna Düsseldorf       | 2 - 1 | Hoffenheim          | ESPRIT Arena        | 15 de septiembre | 15:30 |
| Borussia Mönchengladbach | 2 - 1 | Schalke 04          | Borussia-Park       | 15 de septiembre | 18:30 |
| Werder Bremen            | 1 - 1 | Núremberg           | Weserstadion        | 16 de septiembre | 15:30 |
| Friburgo                 | 3 - 3 | Stuttgart           | Schwarzwald-Stadion | 16 de septiembre | 18:00 |

| Stuttgart           | 0 - 0 | Fortuna Düsseldorf       | Mercedes-Benz Arena       | 21 de septiembre | 20:30 |
| Hoffenheim          | 1 - 1 | Borussia Dortmund        | Wirsol Rhein-Neckar-Arena | 22 de septiembre | 15:30 |
| Hertha Berlín       | 4 - 2 | Borussia Mönchengladbach | Olympiastadion            | 22 de septiembre | 15:30 |
| Augsburgo           | 2 - 3 | Werder Bremen            | WWK Arena                 | 22 de septiembre | 15:30 |
| Wolfsburgo          | 1 - 3 | Friburgo                 | Volkswagen Arena          | 22 de septiembre | 15:30 |
| Núremberg           | 2 - 0 | Hannover 96              | Max-Morlock-Stadion       | 22 de septiembre | 15:30 |
| Schalke 04          | 0 - 2 | Bayern Múnich            | Veltins-Arena             | 22 de septiembre | 18:30 |
| Bayer Leverkusen    | 1 - 0 | Mainz 05                 | BayArena                  | 23 de septiembre | 15:30 |
| Eintracht Fráncfort | 1 - 1 | RB Leipzig               | Commerzbank-Arena         | 23 de septiembre | 18:00 |

| Werder Bremen            | 3 - 1 | Hertha Berlín       | Weserstadion        | 25 de septiembre | 18:30 |
| Bayern Múnich            | 1 - 1 | Augsburgo           | Allianz Arena       | 25 de septiembre | 20:30 |
| Hannover 96              | 1 - 3 | Hoffenheim          | HDI-Arena           | 25 de septiembre | 20:30 |
| Friburgo                 | 1 - 0 | Schalke 04          | Schwarzwald-Stadion | 25 de septiembre | 20:30 |
| Fortuna Düsseldorf       | 1 - 2 | Bayer Leverkusen    | ESPRIT Arena        | 26 de septiembre | 18:30 |
| Borussia Dortmund        | 7 - 0 | Núremberg           | Signal Iduna Park   | 26 de septiembre | 20:30 |
| RB Leipzig               | 2 - 0 | Stuttgart           | Red Bull Arena      | 26 de septiembre | 20:30 |
| Borussia Mönchengladbach | 3 - 1 | Eintracht Fráncfort | Borussia-Park       | 26 de septiembre | 20:30 |
| Mainz 05                 | 0 - 0 | Wolfsburgo          | Opel Arena          | 26 de septiembre | 20:30 |

| Hertha Berlín       | 2 - 0 | Bayern Múnich            | Olympiastadion            | 28 de septiembre | 20:30 |
| Schalke 04          | 1 - 0 | Mainz 05                 | Veltins-Arena             | 29 de septiembre | 15:30 |
| Hoffenheim          | 1 - 2 | RB Leipzig               | Wirsol Rhein-Neckar-Arena | 29 de septiembre | 15:30 |
| Stuttgart           | 2 - 1 | Werder Bremen            | Mercedes-Benz Arena       | 29 de septiembre | 15:30 |
| Wolfsburgo          | 2 - 2 | Borussia Mönchengladbach | Volkswagen Arena          | 29 de septiembre | 15:30 |
| Núremberg           | 3 - 0 | Fortuna Düsseldorf       | Max-Morlock-Stadion       | 29 de septiembre | 15:30 |
| Bayer Leverkusen    | 2 - 4 | Borussia Dortmund        | BayArena                  | 29 de septiembre | 18:30 |
| Eintracht Frankfurt | 4 - 1 | Hannover 96              | Commerzbank-Arena         | 30 de septiembre | 15:30 |
| Augsburgo           | 4 - 1 | Friburgo                 | WWK Arena                 | 30 de septiembre | 18:00 |

| Werder Bremen      | 2 - 0 | Wolfsburgo               | Weserstadion              | 5 de octubre | 20:30 |
| Borussia Dortmund  | 4 - 3 | Augsburgo                | Signal Iduna Park         | 6 de octubre | 15:30 |
| Fortuna Düsseldorf | 0 - 2 | Schalke 04               | ESPRIT Arena              | 6 de octubre | 15:30 |
| Hannover 96        | 3 - 1 | Stuttgart                | HDI-Arena                 | 6 de octubre | 15:30 |
| Mainz 05           | 0 - 0 | Hertha Berlín            | Opel Arena                | 6 de octubre | 15:30 |
| Bayern Múnich      | 0 - 3 | Borussia Mönchengladbach | Allianz Arena             | 6 de octubre | 18:30 |
| Friburgo           | 0 - 0 | Bayer Leverkusen         | Schwarzwald-Stadion       | 7 de octubre | 13:30 |
| Hoffenheim         | 1 - 2 | Eintracht Frankfurt      | Wirsol Rhein-Neckar-Arena | 7 de octubre | 15:30 |
| RB Leipzig         | 6 - 0 | Núremberg                | Red Bull Arena            | 7 de octubre | 18:00 |

| Eintracht Frankfurt      | 7 - 1 | Fortuna Düsseldorf | Commerzbank-Arena   | 19 de octubre | 20:30 |
| Bayer Leverkusen         | 2 - 2 | Hannover 96        | BayArena            | 20 de octubre | 15:30 |
| Stuttgart                | 0 - 4 | Borussia Dortmund  | Mercedes-Benz Arena | 20 de octubre | 15:30 |
| Augsburgo                | 0 - 0 | RB Leipzig         | WWK Arena           | 20 de octubre | 15:30 |
| Wolfsburgo               | 1 - 3 | Bayern Múnich      | Volkswagen Arena    | 20 de octubre | 15:30 |
| Núremberg                | 1 - 3 | Hoffenheim         | Max-Morlock-Stadion | 20 de octubre | 15:30 |
| Schalke 04               | 0 - 2 | Werder Bremen      | Veltins-Arena       | 20 de octubre | 18:30 |
| Hertha Berlín            | 1 - 1 | Friburgo           | Olímpico de Berlín  | 21 de octubre | 15:30 |
| Borussia Mönchengladbach | 4 - 0 | Mainz 05           | Borussia-Park       | 21 de octubre | 18:00 |

| Friburgo           | 3 - 1 | Borussia Mönchengladbach | Schwarzwald-Stadion       | 26 de octubre | 20:30 |
| Borussia Dortmund  | 2 - 2 | Hertha Berlín            | Signal Iduna Park         | 27 de octubre | 15:30 |
| Hannover 96        | 1 - 2 | Augsburgo                | HDI-Arena                 | 27 de octubre | 15:30 |
| Mainz 05           | 1 - 2 | Bayern Múnich            | Opel Arena                | 27 de octubre | 15:30 |
| Fortuna Düsseldorf | 0 - 3 | Wolfsburgo               | ESPRIT Arena              | 27 de octubre | 15:30 |
| Hoffenheim         | 4 - 0 | Stuttgart                | Wirsol Rhein-Neckar-Arena | 27 de octubre | 18:30 |
| Núremberg          | 1 - 1 | Eintracht Fráncfort      | Max-Morlock-Stadion       | 28 de octubre | 13:30 |
| RB Leipzig         | 0 - 0 | Schalke 04               | Red Bull Arena            | 28 de octubre | 15:30 |
| Werder Bremen      | 2 - 6 | Bayer Leverkusen         | Weserstadion              | 28 de octubre | 18:00 |

| Stuttgart                | 0 - 3 | Eintracht Frankfurt | Mercedes-Benz Arena | 2 de noviembre | 20:30 |
| Bayern Múnich            | 1 - 1 | Friburgo            | Allianz Arena       | 3 de noviembre | 15:30 |
| Schalke 04               | 3 - 1 | Hannover 96         | Veltins-Arena       | 3 de noviembre | 15:30 |
| Bayer Leverkusen         | 1 - 4 | Hoffenheim          | BayArena            | 3 de noviembre | 15:30 |
| Augsburgo                | 2 - 2 | Núremberg           | WWK Arena           | 3 de noviembre | 15:30 |
| Wolfsburgo               | 0 - 1 | Borussia Dortmund   | Volkswagen Arena    | 3 de noviembre | 15:30 |
| Hertha Berlín            | 0 - 3 | RB Leipzig          | Olímpico de Berlín  | 3 de noviembre | 18:30 |
| Borussia Mönchengladbach | 3 - 0 | Fortuna Düsseldorf  | Borussia-Park       | 4 de noviembre | 15:30 |
| Mainz 05                 | 2 - 1 | Werder Bremen       | Opel Arena          | 4 de noviembre | 18:00 |

| Hannover 96         | 2 - 1 | Wolfsburgo               | HDI-Arena                 | 9 de noviembre  | 20:30 |
| Hoffenheim          | 2 - 1 | Augsburgo                | Wirsol Rhein-Neckar-Arena | 10 de noviembre | 15:30 |
| Werder Bremen       | 1 - 3 | Borussia Mönchengladbach | Weserstadion              | 10 de noviembre | 15:30 |
| Friburgo            | 1 - 3 | Mainz 05                 | Schwarzwald-Stadion       | 10 de noviembre | 15:30 |
| Fortuna Düsseldorf  | 4 - 1 | Hertha Berlín            | ESPRIT Arena              | 10 de noviembre | 15:30 |
| Núremberg           | 0 - 2 | Stuttgart                | Max-Morlock-Stadion       | 10 de noviembre | 15:30 |
| Borussia Dortmund   | 3 - 2 | Bayern Múnich            | Signal Iduna Park         | 10 de noviembre | 18:30 |
| RB Leipzig          | 3 - 0 | Bayer Leverkusen         | Red Bull Arena            | 11 de noviembre | 15:30 |
| Eintracht Frankfurt | 3 - 0 | Schalke 04               | Commerzbank-Arena         | 11 de noviembre | 18:00 |

| Bayer Leverkusen         | 2 - 0 | Stuttgart           | BayArena            | 23 de noviembre | 20:30 |
| Bayern Múnich            | 3 - 3 | Fortuna Düsseldorf  | Allianz Arena       | 24 de noviembre | 15:30 |
| Hertha Berlín            | 3 - 3 | Hoffenheim          | Olímpico de Berlín  | 24 de noviembre | 15:30 |
| Augsburgo                | 1 - 3 | Eintracht Frankfurt | WWK Arena           | 24 de noviembre | 15:30 |
| Mainz 05                 | 1 - 2 | Borussia Dortmund   | Opel Arena          | 24 de noviembre | 15:30 |
| Wolfsburgo               | 1 - 0 | RB Leipzig          | Volkswagen Arena    | 24 de noviembre | 15:30 |
| Schalke 04               | 5 - 2 | Núremberg           | Veltins-Arena       | 24 de noviembre | 18:30 |
| Friburgo                 | 1 - 1 | Werder Bremen       | Schwarzwald-Stadion | 25 de noviembre | 15:30 |
| Borussia Mönchengladbach | 4 - 1 | Hannover 96         | Borussia-Park       | 25 de noviembre | 18:00 |

| Fortuna Düsseldorf  | 0 - 1 | Mainz 05                 | ESPRIT Arena              | 30 de noviembre | 20:30 |
| Borussia Dortmund   | 2 - 0 | Friburgo                 | Signal Iduna Park         | 1 de diciembre  | 15:30 |
| Stuttgart           | 1 - 0 | Augsburgo                | Mercedes-Benz Arena       | 1 de diciembre  | 15:30 |
| Werder Bremen       | 1 - 2 | Bayern Múnich            | Weserstadion              | 1 de diciembre  | 15:30 |
| Hannover 96         | 0 - 2 | Hertha Berlín            | HDI-Arena                 | 1 de diciembre  | 15:30 |
| Hoffenheim          | 1 - 1 | Schalke 04               | Wirsol Rhein-Neckar-Arena | 1 de diciembre  | 18:30 |
| RB Leipzig          | 2 - 0 | Borussia Mönchengladbach | Red Bull Arena            | 2 de diciembre  | 15:30 |
| Eintracht Fráncfort | 1 - 2 | Wolfsburgo               | Commerzbank-Arena         | 2 de diciembre  | 18:00 |
| Núremberg           | 1 - 1 | Bayer Leverkusen         | Max-Morlock-Stadion       | 3 de diciembre  | 20:30 |

| Werder Bremen            | 3 - 1 | Fortuna Düsseldorf  | Weserstadion        | 7 de diciembre | 20:30 |
| Bayern Múnich            | 3 - 0 | Núremberg           | Allianz Arena       | 8 de diciembre | 15:30 |
| Schalke 04               | 1 - 2 | Borussia Dortmund   | Veltins-Arena       | 8 de diciembre | 15:30 |
| Bayer Leverkusen         | 1 - 0 | Augsburgo           | BayArena            | 8 de diciembre | 15:30 |
| Friburgo                 | 3 - 0 | RB Leipzig          | Schwarzwald-Stadion | 8 de diciembre | 15:30 |
| Wolfsburgo               | 2 - 2 | Hoffenheim          | Volkswagen Arena    | 8 de diciembre | 15:30 |
| Hertha Berlín            | 1 - 0 | Eintracht Fráncfort | Olímpico de Berlín  | 8 de diciembre | 18:30 |
| Mainz 05                 | 1 - 1 | Hannover 96         | Opel Arena          | 9 de diciembre | 15:30 |
| Borussia Mönchengladbach | 3 - 0 | Stuttgart           | Borussia-Park       | 9 de diciembre | 18:00 |

| Núremberg           | 0 - 2 | Wolfsburgo               | Max-Morlock-Stadion       | 14 de diciembre | 20:30 |
| Hoffenheim          | 0 - 0 | Borussia Mönchengladbach | Wirsol Rhein-Neckar-Arena | 15 de diciembre | 15:30 |
| Stuttgart           | 2 - 1 | Hertha Berlín            | Mercedes-Benz Arena       | 15 de diciembre | 15:30 |
| Augsburgo           | 1 - 1 | Schalke 04               | WWK Arena                 | 15 de diciembre | 15:30 |
| Hannover 96         | 0 - 4 | Bayern Múnich            | HDI-Arena                 | 15 de diciembre | 15:30 |
| Fortuna Düsseldorf  | 2 - 0 | Friburgo                 | ESPRIT Arena              | 15 de diciembre | 15:30 |
| Borussia Dortmund   | 2 - 1 | Werder Bremen            | Signal Iduna Park         | 15 de diciembre | 18:30 |
| RB Leipzig          | 4 - 1 | Mainz 05                 | Red Bull Arena            | 16 de diciembre | 15:30 |
| Eintracht Frankfurt | 2 - 1 | Bayer Leverkusen         | Commerzbank-Arena         | 16 de diciembre | 18:00 |

| Borussia Mönchengladbach | 2 - 0 | Núremberg           | Borussia-Park       | 18 de diciembre | 18:30 |
| Hertha Berlín            | 2 - 2 | Augsburgo           | Olímpico de Berlín  | 18 de diciembre | 20:30 |
| Wolfsburgo               | 2 - 0 | Stuttgart           | Volkswagen Arena    | 18 de diciembre | 20:30 |
| Fortuna Düsseldorf       | 2 - 1 | Borussia Dortmund   | ESPRIT Arena        | 18 de diciembre | 20:30 |
| Schalke 04               | 1 - 2 | Bayer Leverkusen    | Veltins-Arena       | 19 de diciembre | 18:30 |
| Bayern Múnich            | 1 - 0 | RB Leipzig          | Allianz Arena       | 19 de diciembre | 20:30 |
| Werder Bremen            | 1 - 1 | Hoffenheim          | Weserstadion        | 19 de diciembre | 20:30 |
| Friburgo                 | 1 - 1 | Hannover 96         | Schwarzwald-Stadion | 19 de diciembre | 20:30 |
| Mainz 05                 | 2 - 2 | Eintracht Fráncfort | Opel Arena          | 19 de diciembre | 20:30 |

| Borussia Dortmund   | 2 - 1 | Borussia Mönchengladbach | Signal Iduna Park         | 21 de diciembre | 20:30 |
| Bayer Leverkusen    | 3 - 1 | Hertha Berlín            | BayArena                  | 22 de diciembre | 15:30 |
| RB Leipzig          | 3 - 2 | Werder Bremen            | Red Bull Arena            | 22 de diciembre | 15:30 |
| Stuttgart           | 1 - 3 | Schalke 04               | Mercedes-Benz Arena       | 22 de diciembre | 15:30 |
| Hannover 96         | 0 - 1 | Fortuna Düsseldorf       | HDI-Arena                 | 22 de diciembre | 15:30 |
| Núremberg           | 0 - 1 | Friburgo                 | Max-Morlock-Stadion       | 22 de diciembre | 15:30 |
| Eintracht Fráncfort | 0 - 3 | Bayern Múnich            | Commerzbank-Arena         | 22 de diciembre | 18:30 |
| Augsburgo           | 2 - 3 | Wolfsburgo               | WWK Arena                 | 23 de diciembre | 15:30 |
| Hoffenheim          | 1 - 1 | Mainz 05                 | Wirsol Rhein-Neckar-Arena | 23 de diciembre | 18:00 |

### Segunda vuelta
| Hoffenheim          | 1 - 3 Archivado el 20 de enero de 2019 en Wayback Machine. | Bayern Múnich            | Wirsol Rhein-Neckar-Arena | 18 de enero | 20:30 |
| Bayer Leverkusen    | 0 - 1 Archivado el 20 de enero de 2019 en Wayback Machine. | Borussia Mönchengladbach | BayArena                  | 19 de enero | 15:30 |
| Stuttgart           | 2 - 3                                                      | Mainz 05                 | Mercedes-Benz Arena       | 19 de enero | 15:30 |
| Eintracht Frankfurt | 3 - 1 Archivado el 7 de abril de 2019 en Wayback Machine.  | Friburgo                 | Commerzbank-Arena         | 19 de enero | 15:30 |
| Augsburgo           | 1 - 2 Archivado el 20 de enero de 2019 en Wayback Machine. | Fortuna Düsseldorf       | WWK Arena                 | 19 de enero | 15:30 |
| Hannover 96         | 0 - 1                                                      | Werder Bremen            | HDI-Arena                 | 19 de enero | 15:30 |
| RB Leipzig          | 0 - 1                                                      | Borussia Dortmund        | Red Bull Arena            | 19 de enero | 18:30 |
| Núremberg           | 1 - 3                                                      | Hertha Berlín            | Max-Morlock-Stadion       | 20 de enero | 15:30 |
| Schalke 04          | 2 - 1                                                      | Wolfsburgo               | Veltins-Arena             | 20 de enero | 18:00 |

| Hertha Berlín            | 2 - 2                                                                                                   | Schalke 04          | Olímpico de Berlín  | 25 de enero | 20:30 |
| Borussia Dortmund        | 5 - 1                                                                                                   | Hannover 96         | Signal Iduna Park   | 26 de enero | 15:30 |
| Borussia Mönchengladbach | 2 - 0 Archivado el 20 de enero de 2019 en Wayback Machine.                                              | Augsburgo           | Borussia-Park       | 26 de enero | 15:30 |
| Friburgo                 | 2 - 4 (enlace roto disponible en Internet Archive; véase el historial, la primera versión y la última). | Hoffenheim          | Schwarzwald-Stadion | 26 de enero | 15:30 |
| Mainz 05                 | 2 - 1                                                                                                   | Núremberg           | Opel Arena          | 26 de enero | 15:30 |
| Wolfsburgo               | 0 - 3                                                                                                   | Bayer Leverkusen    | Volkswagen Arena    | 26 de enero | 15:30 |
| Werder Bremen            | 2 - 2                                                                                                   | Eintracht Fráncfort | Weserstadion        | 26 de enero | 18:30 |
| Bayern Múnich            | 4 - 1                                                                                                   | Stuttgart           | Allianz Arena       | 27 de enero | 15:30 |
| Fortuna Düsseldorf       | 0 - 4 Archivado el 20 de enero de 2019 en Wayback Machine.                                              | RB Leipzig          | ESPRIT Arena        | 27 de enero | 18:00 |

| Hannover 96         | 0 - 3                                                                                                   | RB Leipzig               | HDI-Arena                 | 1 de febrero | 20:30 |
| Hoffenheim          | 1 - 1 Archivado el 20 de enero de 2019 en Wayback Machine.                                              | Fortuna Düsseldorf       | Wirsol Rhein-Neckar-Arena | 2 de febrero | 15:30 |
| Bayer Leverkusen    | 3 - 1                                                                                                   | Bayern Múnich            | BayArena                  | 2 de febrero | 15:30 |
| Eintracht Fráncfort | 1 - 1                                                                                                   | Borussia Dortmund        | Commerzbank-Arena         | 2 de febrero | 15:30 |
| Hertha Berlín       | 0 - 1                                                                                                   | Wolfsburgo               | Olímpico de Berlín        | 2 de febrero | 15:30 |
| Núremberg           | 1 - 1                                                                                                   | Werder Bremen            | Max-Morlock-Stadion       | 2 de febrero | 15:30 |
| Schalke 04          | 0 - 2 Archivado el 20 de enero de 2019 en Wayback Machine.                                              | Borussia Mönchengladbach | Veltins-Arena             | 2 de febrero | 18:30 |
| Augsburgo           | 3 - 0                                                                                                   | Mainz 05                 | WWK Arena                 | 3 de febrero | 15:30 |
| Stuttgart           | 2 - 2 (enlace roto disponible en Internet Archive; véase el historial, la primera versión y la última). | Friburgo                 | Mercedes-Benz Arena       | 3 de febrero | 18:00 |

| Mainz 05                 | 1 - 5                                                                                                   | Bayer Leverkusen    | Opel Arena          | 8 de febrero  | 20:30 |
| Borussia Dortmund        | 3 - 3 (enlace roto disponible en Internet Archive; véase el historial, la primera versión y la última). | Hoffenheim          | Signal Iduna Park   | 9 de febrero  | 15:30 |
| RB Leipzig               | 0 - 0                                                                                                   | Eintracht Fráncfort | Red Bull Arena      | 9 de febrero  | 15:30 |
| Borussia Mönchengladbach | 0 - 3 Archivado el 20 de enero de 2019 en Wayback Machine.                                              | Hertha Berlín       | Borussia-Park       | 9 de febrero  | 15:30 |
| Hannover 96              | 2 - 0                                                                                                   | Núremberg           | HDI-Arena           | 9 de febrero  | 15:30 |
| Friburgo                 | 3 - 3 Archivado el 20 de enero de 2019 en Wayback Machine.                                              | Wolfsburgo          | Schwarzwald-Stadion | 9 de febrero  | 15:30 |
| Bayern Múnich            | 3 - 1                                                                                                   | Schalke 04          | Allianz Arena       | 9 de febrero  | 18:30 |
| Werder Bremen            | 4 - 0                                                                                                   | Augsburgo           | Weserstadion        | 10 de febrero | 15:30 |
| Fortuna Düsseldorf       | 3 - 0 (enlace roto disponible en Internet Archive; véase el historial, la primera versión y la última). | Stuttgart           | ESPRIT Arena        | 10 de febrero | 18:00 |

| Augsburgo           | 2 - 3                                                      | Bayern Múnich            | WWK Arena                 | 15 de febrero | 20:30 |
| Schalke 04          | 0 - 0 Archivado el 20 de enero de 2019 en Wayback Machine. | Friburgo                 | Veltins-Arena             | 16 de febrero | 15:30 |
| Hoffenheim          | 3 - 0 Archivado el 21 de enero de 2019 en Wayback Machine. | Hannover 96              | Wirsol Rhein-Neckar-Arena | 16 de febrero | 15:30 |
| Stuttgart           | 1 - 3                                                      | RB Leipzig               | Mercedes-Benz Arena       | 16 de febrero | 15:30 |
| Wolfsburgo          | 3 - 0                                                      | Mainz 05                 | Volkswagen Arena          | 16 de febrero | 15:30 |
| Hertha Berlín       | 1 - 1                                                      | Werder Bremen            | Olímpico de Berlín        | 16 de febrero | 18:30 |
| Eintracht Fráncfort | 1 - 1 Archivado el 25 de mayo de 2019 en Wayback Machine.  | Borussia Mönchengladbach | Commerzbank-Arena         | 17 de febrero | 15:30 |
| Bayer Leverkusen    | 2 - 0 Archivado el 20 de enero de 2019 en Wayback Machine. | Fortuna Düsseldorf       | BayArena                  | 17 de febrero | 18:00 |
| Núremberg           | 0 - 0                                                      | Borussia Dortmund        | Max-Morlock-Stadion       | 18 de febrero | 20:30 |

| Werder Bremen            | 1 - 1                                                                                                   | Stuttgart           | Weserstadion        | 22 de febrero | 20:30 |
| Bayern Múnich            | 1 - 0                                                                                                   | Hertha Berlín       | Allianz Arena       | 23 de febrero | 15:30 |
| Borussia Mönchengladbach | 0 - 3 Archivado el 21 de enero de 2019 en Wayback Machine.                                              | Wolfsburgo          | Borussia-Park       | 23 de febrero | 15:30 |
| Friburgo                 | 5 - 1 Archivado el 20 de enero de 2019 en Wayback Machine.                                              | Augsburgo           | Schwarzwald-Stadion | 23 de febrero | 15:30 |
| Mainz 05                 | 3 - 0                                                                                                   | Schalke 04          | Opel Arena          | 23 de febrero | 15:30 |
| Fortuna Düsseldorf       | 2 - 1 (enlace roto disponible en Internet Archive; véase el historial, la primera versión y la última). | Núremberg           | ESPRIT Arena        | 23 de febrero | 18:30 |
| Hannover 96              | 0 - 3                                                                                                   | Eintracht Frankfurt | HDI-Arena           | 24 de febrero | 15:30 |
| Borussia Dortmund        | 3 - 2                                                                                                   | Bayer Leverkusen    | Signal Iduna Park   | 24 de febrero | 18:00 |
| RB Leipzig               | 1 - 1 Archivado el 30 de marzo de 2019 en Wayback Machine.                                              | Hoffenheim          | Red Bull Arena      | 25 de febrero | 20:30 |

| Augsburgo                | 2 - 1                                                      | Borussia Dortmund  | WWK Arena           | 1 de marzo | 20:30 |
| Schalke 04               | 0 - 4 Archivado el 21 de enero de 2019 en Wayback Machine. | Fortuna Düsseldorf | Veltins-Arena       | 2 de marzo | 15:30 |
| Bayer Leverkusen         | 2 - 0 Archivado el 21 de enero de 2019 en Wayback Machine. | Friburgo           | BayArena            | 2 de marzo | 15:30 |
| Eintracht Frankfurt      | 3 - 2 Archivado el 21 de enero de 2019 en Wayback Machine. | Hoffenheim         | Commerzbank-Arena   | 2 de marzo | 15:30 |
| Hertha Berlín            | 2 - 1                                                      | Mainz 05           | Olímpico de Berlín  | 2 de marzo | 15:30 |
| Núremberg                | 0 - 1                                                      | RB Leipzig         | Max-Morlock-Stadion | 2 de marzo | 15:30 |
| Borussia Mönchengladbach | 1 - 5 Archivado el 21 de enero de 2019 en Wayback Machine. | Bayern Múnich      | Borussia-Park       | 2 de marzo | 18:30 |
| Stuttgart                | 5 - 1                                                      | Hannover 96        | Mercedes-Benz Arena | 3 de marzo | 15:30 |
| Wolfsburgo               | 1 - 1                                                      | Werder Bremen      | Volkswagen Arena    | 3 de marzo | 18:00 |

| Werder Bremen      | 4 - 2                                                                                                   | Schalke 04               | Weserstadion              | 8 de marzo  | 20:30 |
| Bayern Múnich      | 6 - 0                                                                                                   | Wolfsburgo               | Allianz Arena             | 9 de marzo  | 15:30 |
| Borussia Dortmund  | 3 - 1                                                                                                   | Stuttgart                | Signal Iduna Park         | 9 de marzo  | 15:30 |
| RB Leipzig         | 0 - 0                                                                                                   | Augsburgo                | Red Bull Arena            | 9 de marzo  | 15:30 |
| Friburgo           | 2 - 1 Archivado el 21 de enero de 2019 en Wayback Machine.                                              | Hertha Berlín            | Schwarzwald-Stadion       | 9 de marzo  | 15:30 |
| Mainz 05           | 0 - 1 (enlace roto disponible en Internet Archive; véase el historial, la primera versión y la última). | Borussia Mönchengladbach | Opel Arena                | 9 de marzo  | 18:30 |
| Hoffenheim         | 2 - 1 (enlace roto disponible en Internet Archive; véase el historial, la primera versión y la última). | Núremberg                | Wirsol Rhein-Neckar-Arena | 10 de marzo | 15:30 |
| Hannover 96        | 2 - 3                                                                                                   | Bayer Leverkusen         | HDI-Arena                 | 10 de marzo | 18:00 |
| Fortuna Düsseldorf | 0 - 3 Archivado el 21 de enero de 2019 en Wayback Machine.                                              | Eintracht Frankfurt      | ESPRIT Arena              | 11 de marzo | 20:30 |

| Borussia Mönchengladbach | 1 - 1 (enlace roto disponible en Internet Archive; véase el historial, la primera versión y la última). | Friburgo           | Borussia-Park       | 15 de marzo | 20:30 |
| Schalke 04               | 0 - 1                                                                                                   | RB Leipzig         | Veltins-Arena       | 16 de marzo | 15:30 |
| Stuttgart                | 1 - 1 (enlace roto disponible en Internet Archive; véase el historial, la primera versión y la última). | Hoffenheim         | Mercedes-Benz Arena | 16 de marzo | 15:30 |
| Augsburgo                | 3 - 1                                                                                                   | Hannover 96        | WWK Arena           | 16 de marzo | 15:30 |
| Wolfsburgo               | 5 - 2 (enlace roto disponible en Internet Archive; véase el historial, la primera versión y la última). | Fortuna Düsseldorf | Volkswagen Arena    | 16 de marzo | 15:30 |
| Hertha Berlín            | 2 - 3                                                                                                   | Borussia Dortmund  | Olímpico de Berlín  | 16 de marzo | 18:30 |
| Bayer Leverkusen         | 1 - 3                                                                                                   | Werder Bremen      | BayArena            | 17 de marzo | 13:30 |
| Eintracht Frankfurt      | 1 - 0                                                                                                   | Núremberg          | Commerzbank-Arena   | 17 de marzo | 15:30 |
| Bayern Múnich            | 6 - 0                                                                                                   | Mainz 05           | Allianz Arena       | 17 de marzo | 18:00 |

| Hoffenheim          | 4 - 1 Archivado el 29 de marzo de 2019 en Wayback Machine. | Bayer Leverkusen         | Wirsol Rhein-Neckar-Arena | 29 de marzo | 20:30 |
| Borussia Dortmund   | 2 - 0                                                      | Wolfsburgo               | Signal Iduna Park         | 30 de marzo | 15:30 |
| Werder Bremen       | 3 - 1                                                      | Mainz 05                 | Weserstadion              | 30 de marzo | 15:30 |
| Friburgo            | 1 - 1 Archivado el 30 de marzo de 2019 en Wayback Machine. | Bayern Múnich            | Schwarzwald-Stadion       | 30 de marzo | 15:30 |
| Fortuna Düsseldorf  | 3 - 1 Archivado el 30 de marzo de 2019 en Wayback Machine. | Borussia Mönchengladbach | ESPRIT Arena              | 30 de marzo | 15:30 |
| Núremberg           | 3 - 0                                                      | Augsburgo                | Max-Morlock-Stadion       | 30 de marzo | 15:30 |
| RB Leipzig          | 5 - 0                                                      | Hertha Berlín            | Red Bull Arena            | 30 de marzo | 18:30 |
| Hannover 96         | 0 - 1                                                      | Schalke 04               | HDI-Arena                 | 31 de marzo | 15:30 |
| Eintracht Frankfurt | 3 - 0                                                      | Stuttgart                | Commerzbank-Arena         | 31 de marzo | 18:00 |

| Mainz 05                 | 5 - 0 (enlace roto disponible en Internet Archive; véase el historial, la primera versión y la última). | Friburgo            | Opel Arena          | 5 de abril | 20:30 |
| Schalke 04               | 1 - 2                                                                                                   | Eintracht Frankfurt | Veltins-Arena       | 6 de abril | 15:30 |
| Bayer Leverkusen         | 2 - 4                                                                                                   | RB Leipzig          | BayArena            | 6 de abril | 15:30 |
| Stuttgart                | 1 - 1                                                                                                   | Núremberg           | Mercedes-Benz Arena | 6 de abril | 15:30 |
| Hertha Berlín            | 1 - 2 (enlace roto disponible en Internet Archive; véase el historial, la primera versión y la última). | Fortuna Düsseldorf  | Olímpico de Berlín  | 6 de abril | 15:30 |
| Wolfsburgo               | 3 - 1                                                                                                   | Hannover 96         | Volkswagen Arena    | 6 de abril | 15:30 |
| Bayern Múnich            | 5 - 0                                                                                                   | Borussia Dortmund   | Allianz Arena       | 6 de abril | 18:30 |
| Augsburgo                | 0 - 4 Archivado el 21 de enero de 2019 en Wayback Machine.                                              | Hoffenheim          | WWK Arena           | 7 de abril | 15:30 |
| Borussia Mönchengladbach | 1 - 1 (enlace roto disponible en Internet Archive; véase el historial, la primera versión y la última). | Werder Bremen       | Borussia-Park       | 7 de abril | 18:00 |

| Núremberg           | 1 - 1                                                      | Schalke 04               | Max-Morlock-Stadion       | 12 de abril | 20:30 |
| RB Leipzig          | 2 - 0                                                      | Wolfsburgo               | Red Bull Arena            | 13 de abril | 15:30 |
| Stuttgart           | 0 - 1                                                      | Bayer Leverkusen         | Mercedez-Benz Arena       | 13 de abril | 15:30 |
| Werder Bremen       | 2 - 1 Archivado el 19 de abril de 2019 en Wayback Machine. | Friburgo                 | Weserstadion              | 13 de abril | 15:30 |
| Hannover 96         | 0 - 1 Archivado el 19 de abril de 2019 en Wayback Machine. | Borussia Mönchengladbach | HDI-Arena                 | 13 de abril | 15:30 |
| Borussia Dortmund   | 2 - 1                                                      | Mainz 05                 | Signal Iduna Park         | 13 de abril | 18:30 |
| Hoffenheim          | 2 - 0 Archivado el 19 de abril de 2019 en Wayback Machine. | Hertha Berlín            | Wirsol Rhein-Neckar-Arena | 14 de abril | 13:30 |
| Fortuna Düsseldorf  | 1 - 4 Archivado el 19 de abril de 2019 en Wayback Machine. | Bayern Múnich            | ESPRIT Arena              | 14 de abril | 15:30 |
| Eintracht Fráncfort | 1 - 3                                                      | Augsburgo                | Commerzbank-Arena         | 14 de abril | 18:00 |

| Bayern Múnich            | 1 - 0                                                      | Werder Bremen       | Allianz Arena       | 20 de abril | 15:30 |
| Bayer Leverkusen         | 2 - 0                                                      | Núremberg           | BayArena            | 20 de abril | 15:30 |
| Augsburgo                | 6 - 0                                                      | Stuttgart           | WWK Arena           | 20 de abril | 15:30 |
| Mainz 05                 | 3 - 1 Archivado el 19 de abril de 2019 en Wayback Machine. | Fortuna Düsseldorf  | Opel Arena          | 20 de abril | 15:30 |
| Borussia Mönchengladbach | 1 - 2 Archivado el 19 de abril de 2019 en Wayback Machine. | RB Leipzig          | Borussia-Park       | 20 de abril | 18:30 |
| Schalke 04               | 2 - 5 Archivado el 19 de abril de 2019 en Wayback Machine. | Hoffenheim          | Veltins-Arena       | 20 de abril | 20:30 |
| Friburgo                 | 0 - 4 Archivado el 19 de abril de 2019 en Wayback Machine. | Borussia Dortmund   | Schwarzwald-Stadion | 21 de abril | 15:30 |
| Hertha Berlín            | 0 - 0                                                      | Hannover 96         | Olímpico de Berlín  | 21 de abril | 18:00 |
| Wolfsburgo               | 1 - 1                                                      | Eintracht Fráncfort | Volkswagen Arena    | 22 de abril | 20:30 |

| Augsburgo           | 1 - 4                                                      | Bayer Leverkusen         | WWK Arena                 | 26 de abril | 20:30 |
| Borussia Dortmund   | 2 - 4                                                      | Schalke 04               | Signal Iduna Park         | 27 de abril | 15:30 |
| RB Leipzig          | 2 - 1 Archivado el 19 de abril de 2019 en Wayback Machine. | Friburgo                 | Red Bull Arena            | 27 de abril | 15:30 |
| Eintracht Fráncfort | 0 - 0                                                      | Hertha Berlín            | Commerzbank-Arena         | 27 de abril | 15:30 |
| Hannover 96         | 1 - 0                                                      | Mainz 05                 | HDI-Arena                 | 27 de abril | 15:30 |
| Fortuna Düsseldorf  | 4 - 1 Archivado el 19 de abril de 2019 en Wayback Machine. | Werder Bremen            | ESPRIT Arena              | 27 de abril | 15:30 |
| Stuttgart           | 1 - 0 Archivado el 19 de abril de 2019 en Wayback Machine. | Borussia Mönchengladbach | Mercedez-Benz Arena       | 27 de abril | 18:30 |
| Hoffenheim          | 1 - 4 Archivado el 19 de abril de 2019 en Wayback Machine. | Wolfsburgo               | Wirsol Rhein-Neckar-Arena | 28 de abril | 15:30 |
| Núremberg           | 1 - 1                                                      | Bayern Múnich            | Max-Morlock-Stadion       | 28 de abril | 18:00 |

| Mainz 05                 | 3 - 3                                                      | RB Leipzig          | Opel Arena          | 3 de mayo | 20:30 |
| Bayern Múnich            | 3 - 1                                                      | Hannover 96         | Allianz Arena       | 4 de mayo | 15:30 |
| Borussia Mönchengladbach | 2 - 2 Archivado el 19 de abril de 2019 en Wayback Machine. | Hoffenheim          | Borussia-Park       | 4 de mayo | 15:30 |
| Hertha Berlín            | 3 - 1                                                      | Stuttgart           | Olímpico de Berlín  | 4 de mayo | 15:30 |
| Wolfsburgo               | 2 - 0                                                      | Núremberg           | Volkswagen Arena    | 4 de mayo | 15:30 |
| Werder Bremen            | 2 - 2                                                      | Borussia Dortmund   | Weserstadion        | 4 de mayo | 18:30 |
| Schalke 04               | 0 - 0                                                      | Augsburgo           | Veltins-Arena       | 5 de mayo | 13:30 |
| Friburgo                 | 1 - 1 Archivado el 19 de abril de 2019 en Wayback Machine. | Fortuna Düsseldorf  | Schwarzwald-Stadion | 5 de mayo | 15:30 |
| Bayer Leverkusen         | 6 - 1                                                      | Eintracht Fráncfort | BayArena            | 5 de mayo | 18:00 |

| Hoffenheim          | 0 - 1 Archivado el 5 de mayo de 2019 en Wayback Machine. | Werder Bremen            | Wirsol Rhein-Neckar-Arena | 11 de mayo | 15:30 |
| Borussia Dortmund   | 3 - 2 Archivado el 5 de mayo de 2019 en Wayback Machine. | Fortuna Düsseldorf       | Signal Iduna Park         | 11 de mayo | 15:30 |
| Bayer Leverkusen    | 1 - 1                                                    | Schalke 04               | BayArena                  | 11 de mayo | 15:30 |
| RB Leipzig          | 0 - 0                                                    | Bayern Múnich            | Red Bull Arena            | 11 de mayo | 15:30 |
| Stuttgart           | 3 - 0                                                    | Wolfsburgo               | Mercedez-Benz Arena       | 11 de mayo | 15:30 |
| Augsburgo           | 3 - 4                                                    | Hertha Berlín            | WWK Arena                 | 11 de mayo | 15:30 |
| Hannover 96         | 3 - 0 Archivado el 5 de mayo de 2019 en Wayback Machine. | Friburgo                 | HDI-Arena                 | 11 de mayo | 15:30 |
| Núremberg           | 0 - 4 Archivado el 5 de mayo de 2019 en Wayback Machine. | Borussia Mönchengladbach | Max-Morlock-Stadion       | 11 de mayo | 15:30 |
| Eintracht Fráncfort | 0 - 2                                                    | Mainz 05                 | Commerzbank-Arena         | 12 de mayo | 18:00 |

| Bayern Múnich (C)        | 5 - 1                                                    | Eintracht Fráncfort | Allianz Arena       | 18 de mayo | 15:30 |
| Schalke 04               | 0 - 0                                                    | Stuttgart           | Veltins-Arena       | 18 de mayo | 15:30 |
| Borussia Mönchengladbach | 0 - 2 Archivado el 5 de mayo de 2019 en Wayback Machine. | Borussia Dortmund   | Borussia-Park       | 18 de mayo | 15:30 |
| Hertha Berlín            | 1 - 5                                                    | Bayer Leverkusen    | Olímpico de Berlín  | 18 de mayo | 15:30 |
| Werder Bremen            | 2 - 1                                                    | RB Leipzig          | Weserstadion        | 18 de mayo | 15:30 |
| Friburgo                 | 5 - 1 Archivado el 5 de mayo de 2019 en Wayback Machine. | Núremberg           | Schwarzwald-Stadion | 18 de mayo | 15:30 |
| Mainz 05                 | 4 - 2 Archivado el 5 de mayo de 2019 en Wayback Machine. | Hoffenheim          | Opel Arena          | 18 de mayo | 15:30 |
| Wolfsburgo               | 8 - 1                                                    | Augsburgo           | Volkswagen Arena    | 18 de mayo | 15:30 |
| Fortuna Düsseldorf       | 2 - 1 Archivado el 5 de mayo de 2019 en Wayback Machine. | Hannover 96         | ESPRIT Arena        | 18 de mayo | 15:30 |

| Bundesliga                        |
|                                   |
| Campeón Bayern Múnich 29.° título |

## Play-off de ascenso y descenso
Los horarios corresponden al huso horario de Alemania (Hora central europea): UTC+2 en horario de verano.
| 23 de mayo de 2019, 20:30 | Stuttgart               | 2:2 (1:1)                     | Union Berlín                  | Mercedes-Benz Arena, Stuttgart                              |                                                             |
|                           | Gentner 41' · Gómez 51' | DFB Reporte Soccerway Reporte | Abdullahi 43' · Friedrich 68' | Asistencia: 58 619 espectadores Árbitro(s): Bastian Dankert | Asistencia: 58 619 espectadores Árbitro(s): Bastian Dankert |

| 27 de mayo de 2019, 20:30 | Union Berlín | 0:0                           | Stuttgart | Stadion Alte Försterei, Berlín                                |                                                               |
|                           |              | DFB Reporte Soccerway Reporte |           | Asistencia: 22 012 espectadores Árbitro(s): Christian Dingert | Asistencia: 22 012 espectadores Árbitro(s): Christian Dingert |

- Stuttgart empató 2 - 2 en el resultado global y por la regla del gol de visitante; dan como resultado el descenso a la 2. Bundesliga para la próxima temporada.

## Datos y más estadísticas
- Actualizado el 30 de de octubre de 2019

### Goleadores
| Jugador            | Equipo              | Goles | Partidos | Promedio |
| ------------------ | ------------------- | ----- | -------- | -------- |
| Robert Lewandowski | Bayern München      | 22    | 29       | 0.72     |
| Luka Jović         | Eintracht Fráncfort | 17    | 27       | 0.63     |
| Paco Alcácer       | Borussia Dortmund   | 16    | 21       | 0.76     |
| Andrej Kramarić    | TSG 1899 Hoffenheim | 16    | 26       | 0.62     |
| Ishak Belfodil     | TSG 1899 Hoffenheim | 15    | 24       | 0.63     |
| Marco Reus         | Borussia Dortmund   | 17    | 24       | 0.63     |
| Yussuf Poulsen     | RB Leipzig          | 15    | 27       | 0.56     |
| Sébastien Haller   | Eintracht Fráncfort | 14    | 27       | 0.52     |
| Timo Werner        | RB Leipzig          | 14    | 27       | 0.52     |

### Máximos asistentes
| Jugador            | Equipo                   | Asistencias | Partidos | Promedio |
| ------------------ | ------------------------ | ----------- | -------- | -------- |
| Sébastien Haller   | Eintracht Fráncfort      | 8           | 17       | 0.47     |
| Joshua Kimmich     | Bayern de Múnich         | 7           | 17       | 0.41     |
| Florian Neuhaus    | Borussia Monchengladbach | 7           | 17       | 0.41     |
| Jadon Sancho       | Borussia Dortmund        | 7           | 17       | 0.41     |
| Thorgan Hazard     | Borussia Monchengladbach | 6           | 17       | 0.35     |
| Robert Lewandowski | Bayern München           | 5           | 16       | 0.31     |
| Marco Reus         | Borussia Dortmund        | 5           | 17       | 0.29     |
| Filip Kostić       | Eintracht Fráncfort      | 5           | 17       | 0.29     |

## Fichajes

### Fichajes más caros del mercado de verano
| Pos. | Jugador          | Club de destino   | Club de origen      | Precio (€) |
| ---- | ---------------- | ----------------- | ------------------- | ---------- |
| 1.º  | Abdou Diallo     | Borussia Dortmund | Mainz 05            | 28.000.000 |
| 2.º  | Paulinho         | Bayer Leverkusen  | Vasco da Gama       | 26.400.000 |
| 3.º  | Thomas Delaney   | Borussia Dortmund | Werder Bremen       | 20.000.000 |
| 4.º  | Axel Witsel      | Borussia Dortmund | Tianjin Quanjian    | 20.000.000 |
| 5.º  | Nordi Mukiele    | RB Leipzig        | Montpellier         | 16.000.000 |
| 6.º  | Marcelo Saracchi | RB Leipzig        | River Plate         | 13.500.000 |
| 7.º  | Mitchell Weiser  | Bayer Leverkusen  | Hertha Berlín       | 12.000.000 |
| 8.º  | Suat Serdar      | Schalke 04        | Mainz 05            | 11.000.000 |
| 9.º  | Alphonso Davies  | Bayern de Múnich  | Vancouver Whitecaps | 10.000.000 |
| 10.º | Pablo Maffeo     | Stuttgart         | Manchester City     | 9.000.000  |

Fuente: - Fichajes 18/19 | Transfermarkt